# 瑪利歐賽車7
《瑪利歐賽車7》是一款由任天堂情報開發本部与Retro Studios合作開發並由任天堂在發售于任天堂3DS平台上的賽車遊戲。
本作是《瑪利歐賽車》系列在任天堂遊戲機上推出的第7款作品，也是系列首次推出官方繁体中文版。本作于2011年12月1日在日本地区发售，12月2日在欧洲地区发售，12月4日在北美地区发售，2012年9月28日在香港及台湾发售。建议售价为349港币和1,499新台币，2012年12月在中国大陆随iQue 3DS XL捆绑发售。

## 遊戲概要
在《瑪利歐賽車7》裡，隨著賽道的類型玩家可以到空中和水底進行更廣大的賽車競賽了，在空中展開滑翔翼滑翔、在水底使用螺旋槳推進等等，為遊戲添加更新鮮又更能享受裸眼3D功能的遊戲設計。
以前在瑪利歐賽車系列裡掉進水中就會判定為滑出賽道，這作是第一款能夠潛進水底行駛的瑪利歐賽車系列。玩家可以自由組裝賽車的「車架」「輪胎」「滑翔翼」三種部位，自定義出自己喜歡的賽車並參加競賽。還有切換到第一人稱做出如同《瑪利歐賽車Wii》一樣的方式，以傾斜3DS主機控制左右來模擬方向盤操作的「駕駛視點模式」等新的系統。而且，網路通訊可以和國內外的玩家進行最多8人的連線對戰了，除此之外也有擴充許多其他通訊上的要素。另外，從《瑪利歐賽車 Advance》以來這作又重新開始在賽道中放置金幣，同時也繼承了《瑪利歐賽車Wii》的跳躍特技（按R鍵才可以使出跳躍特技），本作取消了半管的U池技巧。
在瑪利歐賽車系列裡一直擔當起跑發號員和救助支援的球蓋姆、以及金屬瑪利歐也決定以可操縱的新賽車手登場了。

## 遊戲模式
大獎賽（グランプリ，Grand Prix）
在8種獎盃賽競賽並爭奪名次的模式。
時間競速（タイムアタック，Time Trial）
以最快紀錄為目標，在選擇的賽道中單人行駛的模式。也可以和將行駛路線記錄下來並重新呈現的「幻影車手」一起競賽。
氣球對戰（ふうせんバトル，Balloon Battle）
在限制時間內使用道具互相割破對手的氣球，以割破的氣球數量來爭奪名次的模式。
金幣對戰（コインバトル，Coin Runner）
在限制時間內收集場地上的金幣，以收集到的金幣數量來爭奪名次的模式。
多人遊玩（みんなで，Multiplayer Mode）
可以和身邊的人進行最多8人連線對戰的模式。需要1個以上的《瑪利歐賽車7》遊戲卡和與遊玩人數同等分的3DS主機，沒有遊戲卡匣的玩家只能使用嘿呵。

## 連線通訊遊玩
網路對戰
除了隨機對戰和好友對戰以外，還可以和最近擦身到的人一起在網路上進行對戰。最多可以8人同時對戰，打開3D影像也能以流暢的每秒60幀呈現。
群體
玩家可以自由開創並決定群體的對戰規則和條件，1個玩家最多可以開創8個群體。參加群體的成員可以8個人一組一起對戰。玩家可以透過好友的群體編號參加群體，或是從不知不覺通訊接收到的「推薦的群體」裡選擇想參加的群體。
瑪利歐賽車頻道
這作的瑪利歐賽車頻道負責收集擦身通訊和不知不覺通訊的資料。
瞬間交錯通訊
透過瞬間交錯通訊可以與瞬間交錯的對手交換Mii、玩家名稱、幻影車手、參加中的群體等情報。對手的Mii可能也會來參加大獎賽模式，參加的Mii會反映出該玩家的習慣和最常使用的零件組合等等。如果對手的Mii持有著自己沒有的零件時，在競賽中勝利的話也可以獲得零件。
悄悄通訊
透過悄悄通訊可以接收到數十多人的幻影車手，並能和其中與自己最快紀錄相近的幻影車手一起行駛。值得一提的是這作最多可以與7個幻影車手一起行駛了。

## 周邊商品
瑪利歐賽車7方向盤 for 任天堂3DS
日本周邊機器廠商HORI決定在遊戲發售的同時推出專用方向盤，售價1280日幣，是任天堂官方許可商品。
搭配遊戲的「駕駛視點模式」裝在3DS主機上，良好的外型設計可以在遊玩時握出更實際的手感和安定的操作。
裝在3DS上的時候也能正常使用 L / R 鍵。

## 游戏更新
2012年5月15日的更新後遊戲版本顯示為Ver 1.1︰

《瑪利歐賽車7》发售后的短时间内被人发现：在烏富島1、烏富島2以及GBA 庫巴城堡1这三条赛道上存在“超级近道”的缺陷，在联网对战时利用此缺陷会导致游戏平衡性的严重缺失。虽然任天堂在2012年1月时曾表示近期没有修复此缺陷的计划；不过在2012年4月21日播出的任天堂Direct Vol.4里，任天堂社长岩田聪表示将在下一次3DS的系统更新中加入修复游戏BUG的功能，并公布首批提供此服务的游戏名单，《瑪利歐賽車7》赫然在目。5月15日，任天堂率先在eShop中放出本作的更新补丁，玩家若不更新此补丁将无法进行联机游戏。该补丁将保存在3DS的SD卡中（更换SD卡后，将需重新下载）。
2022年12月13日的更新後遊戲版本顯示為Ver 1.2︰

此更新修補了遊戲網路代碼中的一個漏洞，該漏洞使駭客能夠在在線多人遊戲會話期間完全遠端控制使用者的（未經修改的）任天堂3DS系統，一個可能的用例是使用它來重置使用者的VR。自2022年12月13日起，所有玩家（神遊版本除外）必須下載並安裝此更新才能訪問在線多人遊戲。

此更新不適用於中國大陸（iQue）版本，因為神遊3DSXL缺少Nintendo eShop來分發更新。2022年12月13日之後，神遊版本仍可支援在線多人遊戲，但無法再與其他版本一起遊玩。

## 媒体评价與銷售

### 媒体评价
《马力欧卡丁车7》依旧延续系列正统续作的优秀口碑。在Metacritic上对本作的60份评价中，《马力欧卡丁车车7》获得了85（满分100）的总评价；而在GameRankings上，根据45份评价，本作也获得84.96（满分100）的总评分。著名游戏媒体IGN给《马力欧卡丁车7》给出了9分（满分10分）的高分，低于掌机前作《马力欧卡丁车DS》的9.5分，不过高于系列前作《马力欧卡丁车Wii》的8.5分；IGN在评价中称赞本作在多人游戏，特别是网络社区功能以及可自定义的游戏规则，但是IGN也抱怨了本作可操作角色由前作《马力欧卡丁车Wii》的26名缩减到了17名。

### 銷售
在2022年11月8日公開的（截止至2022年9月）任天堂銷售數據中，《瑪利歐賽車 7》在全球已售出1,897萬份，為任天堂3DS上最暢銷的遊戲。

## 外部連結
- 《马力欧卡丁车7》中国大陆官方网站 （页面存档备份，存于）
- 《瑪利歐賽車7》香港官方網站 （页面存档备份，存于）
- 《瑪利歐賽車7》台湾官方網站 （页面存档备份，存于）
- （日語）《瑪利歐賽車7》日本官方網站 （页面存档备份，存于）
- （英文）《瑪利歐賽車7》美國官方網站 （页面存档备份，存于）
- （英文）《瑪利歐賽車7》歐洲官方網站
- （英文）《瑪利歐賽車7》澳洲官方網站[]
- （日語）任天堂 E3 2011情報 《瑪利歐賽車（暫稱）》日本官方網站 （页面存档备份，存于）
- （英文）任天堂 E3 2011情報 《瑪利歐賽車™》歐美官方網站
- （日語）任天堂3DS發表會 2011 《瑪利歐賽車7》 （页面存档备份，存于）
- 瑪利歐賽車7影片 （页面存档备份，存于）